# Aeroport (przystanek kolejowy)
Aeroport (ros. Аэропорт) – przystanek kolejowy w miejscowości Petersburg, w Rosji. Położony jest na linii dawnej Kolei Warszawsko-Petersburskiej, w pobliżu portu lotniczego Petersburg-Pułkowo.

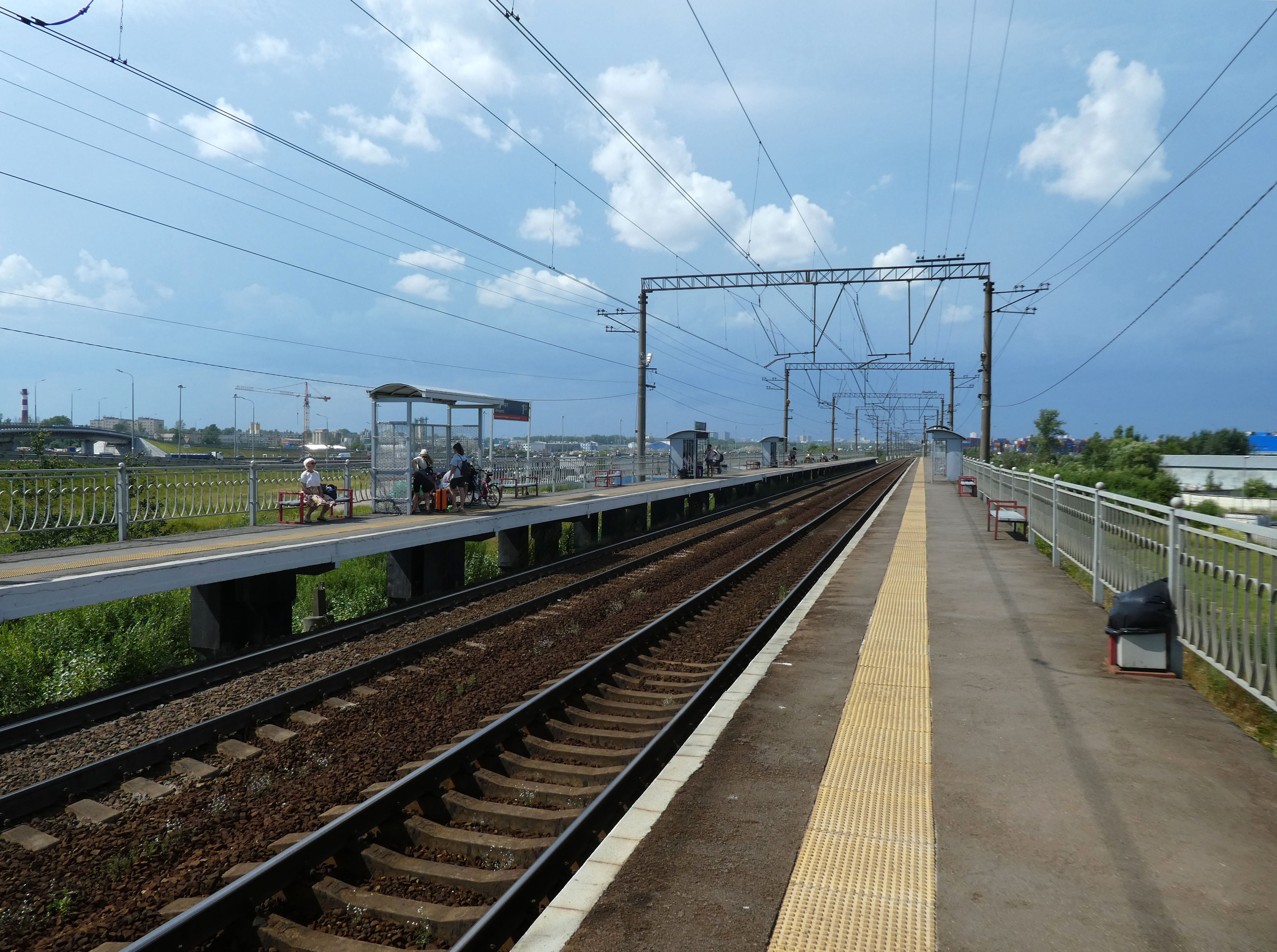
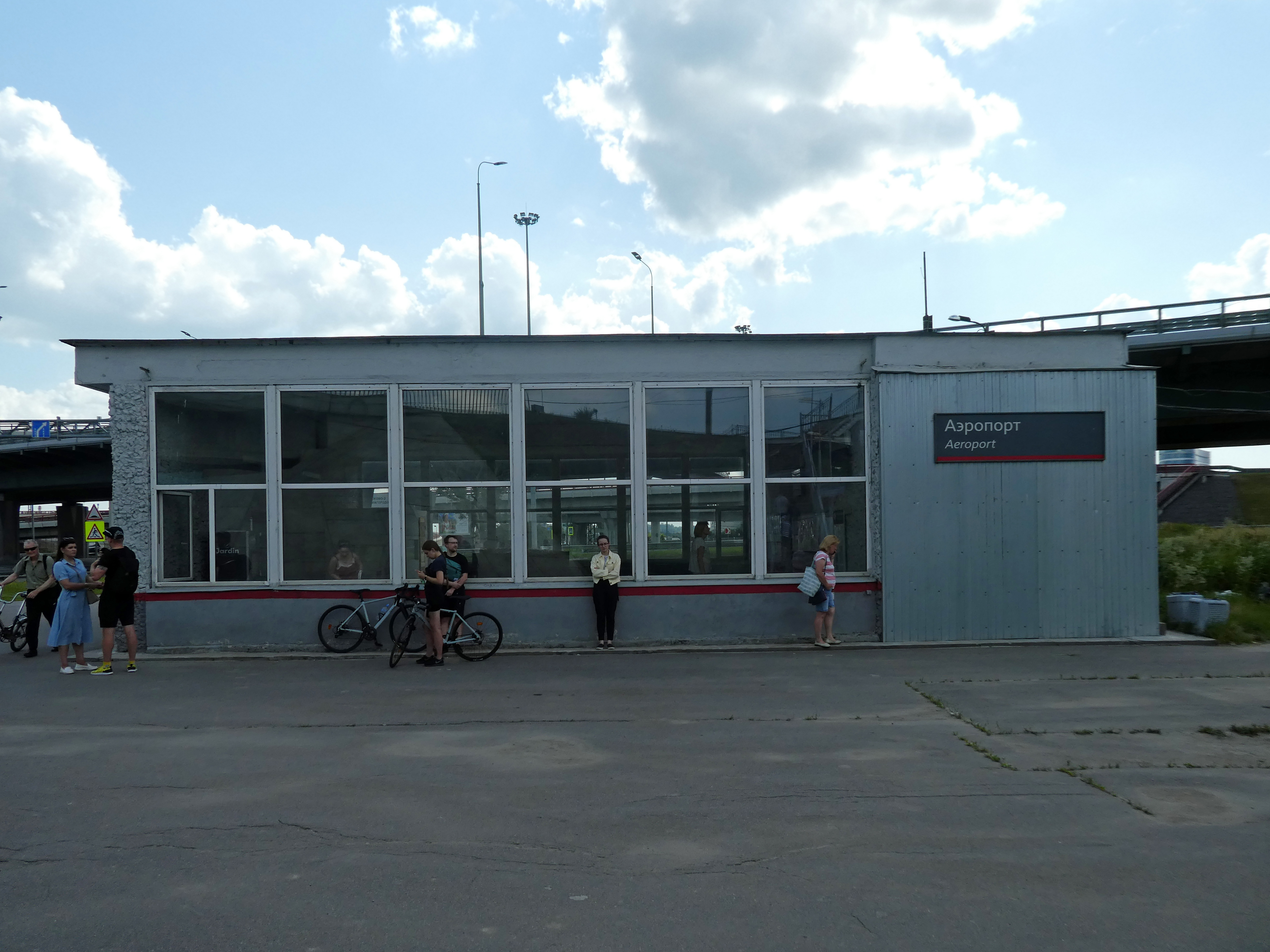